# Pitcairnia chiapensis
Espèce
Classification phylogénétique
Pitcairnia chiapensis est une espèce de plantes de la famille des Bromeliaceae, endémique du Mexique.